# Lengyelország az 1928. évi téli olimpiai játékokon
Lengyelország a svájci St. Moritzban megrendezett 1928. évi téli olimpiai játékok egyik részt vevő nemzete volt. Az országot az olimpián 5 sportágban 24 sportoló képviselte, akik érmet nem szereztek.

## Bob
| Versenyző                                                                             | 1. futam | 1. futam | 2. futam | 2. futam | Összesítés | Összesítés |
| Versenyző                                                                             | Idő      | Hely.    | Idő      | Hely.    | Idő        | Helyezés   |
| ------------------------------------------------------------------------------------- | -------- | -------- | -------- | -------- | ---------- | ---------- |
| Józef Broel-Plater Jerzy Bardiński Jerzy Łucki Jerzy Potulicki-Skórzewski Antoni Bura | 1:44,8   | 15.      | 1:46,8   | 18.      | 3:31,6     | 17.        |

## Északi összetett
| Versenyző         | Sífutás | Sífutás | Sífutás | Síugrás  | Síugrás  | Síugrás | Síugrás | Összesítés | Összesítés |
| Versenyző         | Sífutás | Sífutás | Sífutás | 1. ugrás | 2. ugrás | Össz.   | Össz.   | Összesítés | Összesítés |
| Versenyző         | Idő     | Pont    | Hely.   | Távolság | Távolság | Pont    | Hely.   | Pont       | Helyezés   |
| ----------------- | ------- | ------- | ------- | -------- | -------- | ------- | ------- | ---------- | ---------- |
| Bronisław Czech   | 1:48:58 | 14,125  | 6.      | 51,0~    | 60,5     | 11,166  | 23.     | 12,645     | 10.        |
| Stanisław Motyka  | 2:08:31 | 4,250   | 24.     | 38,5     | 37,5     | 10,812  | 25.     | 7,531      | 24.        |
| Aleksander Rozmus | 2:12:26 | 2,375   | 28.     | 49,0     | 56,5     | 15,187  | 10.     | 8,781      | 22.        |

~ - az ugrás során elesett

## Jégkorong
| Lengyel férfi jégkorongcsapat-játékoskeret                                                               | Lengyel férfi jégkorongcsapat-játékoskeret                                     |
| --- | ------------------------------------------------------------------------------ |
| - Tadeusz Adamowski - Aleksander Kowalski - Włodzimierz Krygier - Lucjan Kulej - Aleksander Słuczanowski | - Józef Stogowski - Karol Szenajch - Aleksander Tupalski - Kazimierz Żebrowski |

### Eredmények
Csoportkör
B csoport
| Csapat        | M | Gy | D | V | G+ | G– | Gk | P |
| ------------- | - | -- | - | - | -- | -- | -- | - |
| Svédország    | 2 | 1  | 1 | 0 | 5  | 2  | +3 | 3 |
| Csehszlovákia | 2 | 1  | 0 | 1 | 3  | 5  | –2 | 2 |
| Lengyelország | 2 | 0  | 1 | 1 | 4  | 5  | –1 | 1 |

| 1928. február 12. | Svédország (SWE) | 2 – 2 (1–0, 1–2, 0–0) | Lengyelország | St. Moritz |

|  |  |  |  |  |
|  |  |  |  |  |
|  |  |  |  |  |
|  |  |  |  |  |

| 1928. február 13. | Csehszlovákia (TCH) | 3 – 2 (1–1, 1–1, 1–0) | Lengyelország | St. Moritz |

|  |  |  |  |  |
|  |  |  |  |  |
|  |  |  |  |  |
|  |  |  |  |  |

| Csapat        | Helyezés |
| ------------- | -------- |
| Lengyelország | 9.       |

## Sífutás
| Versenyző              | Versenyszám | Eredmény      | Helyezés      |
| ---------------------- | ----------- | ------------- | ------------- |
| Józef Bujak            | 50 km       | 5:44:19       | 19.           |
| Józef Bujak            | 18 km       | 1:54:38       | 18.           |
| Zdzisław Motyka        | 18 km       | 1:58:10       | 23.           |
| Andrzej Krzeptowski II | 18 km       | 1:59:02       | 25.           |
| Andrzej Krzeptowski II | 50 km       | 5:36:55       | 13.           |
| Franciszek Kawa        | 50 km       | 6:11:08       | 27.           |
| Stanisław Wilczyński   | 50 km       | nem ért célba | nem ért célba |

## Síugrás
| Versenyző                   | 1. ugrás | 2. ugrás | Összesítés | Összesítés |
| Versenyző                   | Távolság | Távolság | Pont       | Helyezés   |
| --------------------------- | -------- | -------- | ---------- | ---------- |
| Bronisław Czech             | 56,5~    | 62,5~    | 6,333      | 37.        |
| Andrzej Krzeptowski I       | 41,5     | 46,5     | 12,604     | 27.        |
| Aleksander Rozmus           | 41,0     | 53,0     | 13,166     | 25.        |
| Stanisław Gąsienica Sieczka | 41,0     | 58,0     | 13,917     | 23.        |

~ - az ugrás során elesett